# ISU Junior Grand Prix w łyżwiarstwie figurowym 2011/2012
ISU Junior Grand Prix w łyżwiarstwie figurowym 2011/2012 – 15. edycja zawodów w łyżwiarstwie figurowym w kategorii juniorów. Zawodnicy podczas tego sezonu wystąpili w ośmiu zawodach tego cyklu rozgrywek. Rywalizacja rozpoczęła się w Rydze 1 września, a zakończyła się finałem JGP w Quebec, który odbył się w dniach 8–11 grudnia 2011 roku.

## Kalendarium zawodów
| Lp. | Data                              | Miejsce   | Zawody                  | Źr. |
| --- | --------------------------------- | --------- | ----------------------- | --- |
| 1   | 1–3 września 2011                 | Ryga      | JGP w Łotwie            |     |
| 2   | 8–10 września 2011                | Brisbane  | JGP w Australii         |     |
| 3   | 15–17 września 2011               | Gdańsk    | JGP w Polsce            |     |
| 4   | 22–24 września 2011               | Braszów   | JGP w Rumunii           |     |
| 5   | 29 września – 1 października 2011 | Innsbruck | JGP w Austrii           |     |
| 6   | 6–8 października 2011             | Mediolan  | JGP we Włoszech         |     |
| 7   | 13–15 października 2011           | Tallinn   | JGP w Estonii           |     |
| 8   | 8–11 grudnia 2011                 | Quebec    | Finał Junior Grand Prix |     |

## Medaliści

### Soliści
| Zawody    | 1. miejsce    | 2. miejsce          | 3. miejsce       | Źr. |
| --------- | ------------- | ------------------- | ---------------- | --- |
| Łotwa     | Ryūju Hino    | Zhang He            | Timothy Dolensky |     |
| Australia | Jason Brown   | Keiji Tanaka        | Liam Firus       |     |
| Polska    | Joshua Farris | Artur Dmitrijew Jr. | Ryuichi Kihara   |     |
| Rumunia   | Maksim Kowtun | Ryūju Hino          | Nam Nguyen       |     |
| Austria   | Yan Han       | Gordiej Gorszkow    | Keiji Tanaka     |     |
| Włochy    | Yan Han       | Jason Brown         | Lee June-hyoung  |     |
| Estonia   | Joshua Farris | Maksim Kowtun       | Shōma Uno        |     |
| Finał JGP | Jason Brown   | Yan Han             | Joshua Farris    |     |

### Solistki
| Zawody    | 1. miejsce       | 2. miejsce            | 3. miejsce            | Źr. |
| --------- | ---------------- | --------------------- | --------------------- | --- |
| Łotwa     | Polina Szelepień | Li Zijun              | Polina Agafonowa      |     |
| Australia | Courtney Hicks   | Risa Shoji            | Vanessa Lam           |     |
| Polska    | Julija Lipnicka  | Satoko Miyahara       | Samantha Cesario      |     |
| Rumunia   | Polina Szelepień | Polina Korobiejnikowa | Kim Hae-jin           |     |
| Austria   | Vanessa Lam      | Li Zijun              | Polina Agafonowa      |     |
| Włochy    | Julija Lipnicka  | Anna Szerszak         | Hannah Miller         |     |
| Estonia   | Gracie Gold      | Risa Shoji            | Samantha Cesario      |     |
| Finał JGP | Julija Lipnicka  | Polina Szelepień      | Polina Korobiejnikowa |     |

### Pary sportowe
| Zawody    | 1. miejsce                         | 2. miejsce                         | 3. miejsce                                | Źr.                               |
| --------- | ---------------------------------- | ---------------------------------- | ----------------------------------------- | --------------------------------- |
| Łotwa     | Sui Wenjing / Han Cong             | Yu Xiaoyu / Jin Yang               | Margaret Purdy / Michael Marinaro         |                                   |
| Australia | Konkurencja nie została rozegrana  | Konkurencja nie została rozegrana  | Konkurencja nie została rozegrana         | Konkurencja nie została rozegrana |
| Polska    | Britney Simpson / Matthew Blackmer | Katherine Bobak / Ian Beharry      | Tatjana Tudwasiewa / Siergiej Lisjew      |                                   |
| Rumunia   | Konkurencja nie została rozegrana  | Konkurencja nie została rozegrana  | Konkurencja nie została rozegrana         | Konkurencja nie została rozegrana |
| Austria   | Sui Wenjing / Han Cong             | Yu Xiaoyu / Jin Yang               | Jekatierina Pietajkina / Maksim Kurdiukow |                                   |
| Włochy    | Konkurencja nie została rozegrana  | Konkurencja nie została rozegrana  | Konkurencja nie została rozegrana         | Konkurencja nie została rozegrana |
| Estonia   | Katherine Bobak / Ian Beharry      | Britney Simpson / Matthew Blackmer | Jessica Calalang / Zack Sidhu             |                                   |
| Finał JGP | Sui Wenjing / Han Cong             | Katherine Bobak / Ian Beharry      | Britney Simpson / Matthew Blackmer        |                                   |

### Pary taneczne
| Zawody    | 1. miejsce                            | 2. miejsce                              | 3. miejsce                              | Źr. |
| --------- | ------------------------------------- | --------------------------------------- | --------------------------------------- | --- |
| Łotwa     | Marija Nosula / Jewhen Chołoniuk      | Jewgienija Kosygina / Nikołaj Moroszkin | Alexandra Aldridge / Daniel Eaton       |     |
| Australia | Nicole Orford / Thomas Williams       | Lauri Bonacorsi / Travis Mager          | Walerija Zienkowa / Walerij Sinicyn     |     |
| Polska    | Wiktorija Sinicyna / Rusłan Żyganszyn | Anastasija Galyeta / Ołeksij Szumski    | Anna Janowska / Siergiej Mozgow         |     |
| Rumunia   | Aleksandra Stiepanowa / Iwan Bukin    | Anastasija Galyeta / Ołeksij Szumski    | Mackenzie Bent / Garrett McKeen         |     |
| Austria   | Wiktorija Sinicyna / Rusłan Żyganszyn | Alexandra Aldridge / Daniel Eaton       | Marija Nosula / Jewhen Chołoniuk        |     |
| Włochy    | Aleksandra Stiepanowa / Iwan Bukin    | Walerija Zienkowa / Walerij Sinicyn     | Lauri Bonacorsi / Travis Mager          |     |
| Estonia   | Anna Janowska / Siergiej Mozgow       | Irina Shtork / Taavi Rand               | Jewgienija Kosygina / Nikołaj Moroszkin |     |
| Finał JGP | Wiktorija Sinicyna / Rusłan Żyganszyn | Anna Janowska / Siergiej Mozgow         | Aleksandra Stiepanowa / Iwan Bukin      |     |

## Klasyfikacje punktowe
| Miejsce w zawodach | Liczba punktów                 | Liczba punktów |
| Miejsce w zawodach | Soliści Solistki Pary taneczne | Pary sportowe  |
| ------------------ | ------------------------------ | -------------- |
| 1.                 | 15                             | 15             |
| 2.                 | 13                             | 13             |
| 3.                 | 11                             | 11             |
| 4.                 | 9                              | 9              |
| 5.                 | 7                              | 7              |
| 6.                 | 5                              | 5              |
| 7.                 | 4                              | 4              |
| 8.                 | 3                              | 3              |
| 9.                 | 2                              | —              |
| 10.                | 1                              | —              |

Do finału Grand Prix zakwalifikowało się 6 najlepszych zawodników/par w każdej z konkurencji.
| Poz.                                                  | Zawodnik                                              | Punkty                                                |
| Miejsca 1–6: kwalifikacja do Finału Junior Grand Prix | Miejsca 1–6: kwalifikacja do Finału Junior Grand Prix | Miejsca 1–6: kwalifikacja do Finału Junior Grand Prix |
| ----------------------------------------------------- | ----------------------------------------------------- | ----------------------------------------------------- |
| 1                                                     | Yan Han                                               | 30                                                    |
| 2                                                     | Joshua Farris                                         | 30                                                    |
| 3                                                     | Jason Brown                                           | 28                                                    |
| 4                                                     | Maksim Kowtun                                         | 28                                                    |
| 5                                                     | Ryūju Hino                                            | 28                                                    |
| 6                                                     | Keiji Tanaka                                          | 24                                                    |
| Miejsca 7–9: rezerwa do Finału Junior Grand Prix      |                                                       |                                                       |
| 7                                                     | Artur Dmitrijew Jr.                                   | 22                                                    |
| 8                                                     | Zhang He                                              | 20                                                    |
| 9                                                     | Lee June-hyoung                                       | 20                                                    |

| Poz.                                                  | Zawodniczka                                           | Punkty                                                |
| Miejsca 1–6: kwalifikacja do Finału Junior Grand Prix | Miejsca 1–6: kwalifikacja do Finału Junior Grand Prix | Miejsca 1–6: kwalifikacja do Finału Junior Grand Prix |
| ----------------------------------------------------- | ----------------------------------------------------- | ----------------------------------------------------- |
| 1                                                     | Julija Lipnicka                                       | 30                                                    |
| 2                                                     | Polina Szelepień                                      | 30                                                    |
| 3                                                     | Vanessa Lam                                           | 26                                                    |
| 4                                                     | Risa Shoji                                            | 26                                                    |
| 5                                                     | Zijun Li                                              | 26                                                    |
| 6                                                     | Polina Korobiejnikowa                                 | 22                                                    |
| Miejsca 7–9: rezerwa do Finału Junior Grand Prix      |                                                       |                                                       |
| 7                                                     | Samantha Cesario                                      | 22                                                    |
| 8                                                     | Polina Agafonowa                                      | 22                                                    |
| 9                                                     | Satoko Miyahara                                       | 20                                                    |

| Poz.                                                  | Zawodnicy                                             | Punkty                                                |
| Miejsca 1–6: kwalifikacja do Finału Junior Grand Prix | Miejsca 1–6: kwalifikacja do Finału Junior Grand Prix | Miejsca 1–6: kwalifikacja do Finału Junior Grand Prix |
| ----------------------------------------------------- | ----------------------------------------------------- | ----------------------------------------------------- |
| 1                                                     | Sui Wenjing / Han Cong                                | 30                                                    |
| 2                                                     | Britney Simpson / Matthew Blackmer                    | 28                                                    |
| 3                                                     | Katherine Bobak / Ian Beharry                         | 28                                                    |
| 4                                                     | Yu Xiaoyu / Jin Yang                                  | 26                                                    |
| 5                                                     | Jekatierina Pietajkina / Maksim Kurdiukow             | 20                                                    |
| 6                                                     | Jessica Calalang / Zack Sidhu                         | 20                                                    |
| Miejsca 7–9: rezerwa do Finału Junior Grand Prix      |                                                       |                                                       |
| 7                                                     | Tatjana Tudwasiewa / Siergiej Lisjew                  | 18                                                    |
| 8                                                     | Margaret Purdy / Michael Marinaro                     | 11                                                    |
| 9                                                     | Klára Kadlecová / Petr Bidař                          | 10                                                    |

| Poz.                                                  | Zawodnicy                                             | Punkty                                                |
| Miejsca 1–6: kwalifikacja do Finału Junior Grand Prix | Miejsca 1–6: kwalifikacja do Finału Junior Grand Prix | Miejsca 1–6: kwalifikacja do Finału Junior Grand Prix |
| ----------------------------------------------------- | ----------------------------------------------------- | ----------------------------------------------------- |
| 1                                                     | Wiktorija Sinicyna / Rusłan Żyganszyn                 | 30                                                    |
| 2                                                     | Aleksandra Stiepanowa / Iwan Bukin                    | 30                                                    |
| 3                                                     | Anna Janowska / Siergiej Mozgow                       | 26                                                    |
| 4                                                     | Marija Nosula / Jewhen Chołoniuk                      | 26                                                    |
| 5                                                     | Anastasija Galyeta / Ołeksij Szumski                  | 26                                                    |
| 6                                                     | Alexandra Aldridge / Daniel Eaton                     | 24                                                    |
| Miejsca 7–9: rezerwa do Finału Junior Grand Prix      |                                                       |                                                       |
| 7                                                     | Lauri Bonacorsi / Travis Mager                        | 24                                                    |
| 8                                                     | Walerija Zienkowa / Walerij Sinicyn                   | 24                                                    |
| 9                                                     | Jewgienija Kosygina / Nikołaj Moroszkin               | 24                                                    |